# Meromyza bohemica
Meromyza bohemica är en tvåvingeart som beskrevs av Lidia Ivanovna Fedoseeva 1962. Meromyza bohemica ingår i släktet Meromyza, och familjen fritflugor. Arten är reproducerande i Sverige.